# Margriet Hermans
Pour les articles homonymes, voir Hermans.
Margareta Maria Josepha (Margriet) Hermans, née à Turnhout, le 17 mars 1954 est une femme politique belge, membre de OpenVLD, après avoir quitté Spirit. 
Elle est régente en français, histoire et anglais et mère de Celien. Elle fut institutrice et une chanteuse populaire flamande.
Elle est chevalier de l'ordre de Léopold.

## Carrière politique
- 1999-2009 : membre du Parlement flamand
- 2001-2006 : conseillère communale à Oud-Turnhout
- Depuis le 22 juillet 2004 au 7 juin 2009 : membre du Sénat, désignée par le Parlement flamand